# Jacques Amyot
Jacques Amyot (Melun, 30 de outubro de 1513 — Auxerre, 6 de fevereiro de 1593) foi um escritor e tradutor francês.

## Vida
Estudou na Universidade de Paris e depois em Burges, onde ensinou grego e latim de 1536 a 1546. Tendo traduzido Etiópias de Heliodoro de Emesa, foi distinguido por Francisco I, que lhe deu a Abadia de Bellozane e o encarregou de traduzir Plutarco para o francês. Viveu, então, algum tempo na Itália, onde compulsou manuscritos gregos e latinos e onde participou do Concílio de Trento. Ao voltar à França, foi nomeado preceptor dos futuros Carlos IX e Henrique III. Publicou em 1559 a tradução de Dáfnis e Cloé de Longo e as Vidas Paralelas de Plutarco, a sua obra-prima. Capelão-mor da França em 1560 e bispo de Auxerre em 1570, dividiu o resto de sua vida entre a diocese, onde combateu o protestantismo, e a vida literária, com a tradução e publicação das Obras Morais de Plutarco em 1572.
O Amyot escritor influenciou profundamente o espírito e a literatura do Século XVI. Não só deu a conhecer à França a obra de Plutarco, como a beleza de sua escrita e a clareza e vigor do seu estilo já anunciavam a prosa clássica. Montaigne agradecia-lhe por ter ensinado a seus contemporâneos como se devia escrever e declarava: "É ele nosso breviário".